# ワクチンの年表
ワクチンの年表（ワクチンのねんぴょう）は予防ワクチン開発の年表である。
年表の早期はワクチンを開発ないしは試験した最初とおもわれる年を示している。後半の大半はワクチンの試験が完了し、市場に上市した年を示している。ここに示すように、多くのワクチンがヒトの疾病の為に存在するにもかかわらず、全世界から撲滅できた疾病は天然痘だけである。小児麻痺とはしかとが、世界的な撲滅キャンペーンの現在の目標となっている。

## 18世紀
年表：18世紀
- 1796年　－　天然痘の最初のワクチンが発明され、これは全ての病気を通して初めてのワクチンである。

## 19世紀
年表：19世紀
- 1879年　－　コレラ（Cholera）の最初のワクチンが開発。
- 1881年　－　炭疽（Anthrax）の最初のワクチンが開発。
- 1882年　－　狂犬病（Rabies）の最初のワクチンが開発。
- 1890年　－　破傷風（Tetanus）の最初のワクチンが開発。
- 1890年　－　ジフテリア（Diphtheria）の最初のワクチンが開発。
- 1896年　－　腸チフス（Typhoid fever）の最初のワクチンが開発。
- 1897年　－　ペスト（Plague）の最初のワクチンが開発。

## 20世紀
年表：20世紀
- 1926年　－　百日咳（Pertussis、whooping cough）の最初のワクチンが開発。
- 1927年　－　結核（Tuberculosis）の最初のワクチンが開発。
- 1932年　－　黄熱病（Yellow Fever）の最初のワクチンが開発。
- 1937年　－　発疹チフス（Typhus）の最初のワクチンが開発。
- 1945年　－　インフルエンザ（Influenza）の最初のワクチンが開発。
- 1952年　－　小児麻痺（Polio）の最初のワクチンが開発。
- 1954年　－　日本脳炎（Japanese encephalitis）の最初のワクチンが開発。
- 1957年　－　アデノウイルス-4型および7型（w:adenovirus-4 and 7）の最初のワクチンが開発。
- 1962年　－　小児麻痺の最初の経口ワクチンが開発。通常のワクチンは1952年を参照｡
- 1964年　－　麻疹（Measles）の最初のワクチンが開発。
- 1967年　－　流行性耳下腺炎（俗称「おたふくかぜ」、Mumps）の最初のワクチンが開発。
- 1970年　－　風疹（Rubella）の最初のワクチンが開発。
- 1974年　－　水痘（俗称「水疱瘡（みずぼうそう）」）の最初のワクチンが開発。
- 1977年　－　肺炎球菌（Streptococcus pneumoniae）の最初のワクチンが開発。
- 1978年　－　髄膜炎菌（Neisseria meningitidis）の最初のワクチンが開発。
- 1980年　－　天然痘のワクチンが､疾病制圧をした最初のワクチンとなった。WHO第33回総会において撲滅宣言された｡（最終症例は1977年：ソマリア）。
- 1981年　－　B型肝炎（Hepatitis B）の最初のワクチンが開発。
- 1985年　－　インフルエンザ菌B型（Haemophilus influenzae type b , HiB）の最初のワクチンが開発。
- 1992年　－　A型肝炎（Hepatitis A）の最初のワクチンが開発。
- 1998年　－　ライム病（Lyme Disease）の最初のワクチンが開発。
- 1998年　－　ロタウイルス（rotavirus）の最初のワクチンが開発。